# Giorgos K. Katsimbalis
Giorgos K. Katsimbalis (griechisch Γιώργος Κ. Κατσίμπαλης, * 1899 in Athen; † 25. Juli 1978 ebenda)  war ein griechischer Intellektueller, Literaturkritiker, Neogräzist und Literaturübersetzer. 

## Leben
Katsimbalis war der Sohn des Gelehrten Konstantinos Katsimbalis und wuchs in einer intellektuell stimulierenden Umgebung auf. Er begann ein Jurastudium an der Universität von Paris, kehrte jedoch ohne Abschluss nach Athen zurück. Dort veröffentlichte er Studien zu Kostis Palamas, von dem er auch persönlich tief beeindruckt war, sowie zu anderen bedeutenden griechischen und europäischen Dichtern. Mit Artikeln in Zeitschriften wie Τα Νέα Γράμματα (1935–1944) sowie der Αγγλοελληνική Επιθεώρηση (1945–1952), die er selbst herausgab, beeinflusste er die Generation der 30er Jahre. Darüber hinaus veröffentlichte er mit Theodore Ph. Stephanides eine Anthologie neugriechischer Dichtung in englischer Übersetzung. Zahlreich sind vor allem seine Bibliographien zu Schriftstellern und Dichtern wie Kostis Palamas, Alexandros Papadiamantis, Kostas Krystallis, Konstantinos Kavafis, Angelos Sikelianos, Nikos Kazantzakis, Giorgos Seferis, mit dem er im Briefwechsel stand, aber auch ausländischen wie Walt Whitman, Charles Baudelaire, Edgar Allan Poe oder Arthur Rimbaud.
In dem Buch Der Koloß von Maroussi von Henry Miller (1940) wird Katsimbalis als die titelprägende Figur aufgeführt. Beide hatten im Jahr zuvor eine 5-monatige Griechenlandreise unternommen.

## Schriften (Auswahl)
Monographien
- Το παιδί στην ποίηση του Παλαμά, τυπ. Εστία, Αθήνα 1929
- Ο Παλαμάς και το σπίτι, χ.ε., Αθήνα 1929

Briefwechsel
- Γιώργος Κ. Κατσίμπαλης, Γιώργος Σεφέρης: "Αγαπητέ μου Γιώργο", αλληλογραφία (1924–1970). Ikaros, Athen 2009.